# Aubigny (Vendée)
Aubigny ist eine ehemalige französische Gemeinde mit zuletzt 3.483 Einwohnern (Stand: 2013) im Département Vendée in der Region Pays de la Loire. Sie gehörte zum Arrondissement La Roche-sur-Yon und zum Kanton La Roche-sur-Yon-Sud. Die Einwohner werden Aubinois genannt.
Mit Wirkung vom 1. Januar 2016 wurden die Gemeinden Aubigny und Les Clouzeaux zu einer Commune nouvelle mit dem Namen Aubigny-Les Clouzeaux zusammengelegt.

## Geographie
Aubigny liegt neun Kilometer südlich von La Roche-sur-Yon. Durch das Gebiet führt die Autoroute A87. 

## Bevölkerungsentwicklung
| Jahr      | 1962  | 1968  | 1975  | 1982  | 1990  | 1999  | 2006  | 2011  |
| Einwohner | 1.197 | 1.266 | 1.644 | 2.193 | 2.245 | 2.329 | 2.762 | 3.196 |

## Sehenswürdigkeiten
- Kirche, Monument historique